# Las aguas bajan turbias
Las aguas bajan turbias är en argentinsk dramafilm från 1952 i regi av Hugo del Carril, med del Carril och Adriana Benetti i huvudrollerna. Den handlar om två bröder som utnyttjas hänsynslöst som löneslavar vid Paranáfloden och deltar i ett arbetaruppror. Filmen bygger på en roman av Alfredo Varela, som dock inte krediteras eftersom Varela vid tiden satt i fängelse för sina kommunistiska aktiviteter. Filmen har ett populistiskt budskap som går i linje med regissörens sympati för peronismen.
Filmen tilldelades argentinska filmakademins pris för bästa film, regi och manliga biroll (Pedro Laxalt). Den fick argentinska filmkritikerförbundets pris Cóndor de Plata ("Silverkondoren") i fyra kategorier, däribland bästa film och bästa regi. Den fick ett hedersomnämnande vid filmfestivalen i Venedig 1952.

## Medverkande
- Hugo del Carril som Santos Peralta
- Adriana Benetti som Amelia
- Raúl del Valle som Aguilera
- Pedro Laxalt som Rufino Peralta
- Gloria Ferrandiz som Doña Flora
- Eloy Álvarez som Alí
- Herminia Franco som Flor de Lis
- Luis Otero som en peon
- Joaquín Petrocino som Barreiro